# Алеган (Мичиген)
Алеган (енгл. Allegan) град је у америчкој савезној држави Мичиген. По попису становништва из 2010. у њему је живело 4.998 становника.

## Демографија
Према попису становништва из 2010. у граду је живело 4.998 становника, што је 160 (3,3%) становника више него 2000. године.
| Група             | 2000.         | 2010.         |
| Белци             | 4.373 (90,4%) | 4.438 (88,8%) |
| Афроамериканци    | 228 (4,7%)    | 215 (4,3%)    |
| Азијати           | 31 (0,6%)     | 40 (0,8%)     |
| Хиспаноамериканци | 138 (2,9%)    | 190 (3,8%)    |
| Укупно            | 4.838         | 4.998         |